# Parque Nacional General Juan N. Álvarez
O Parque Nacional General Juan N. Álvarez é um parque nacional e área protegida localizado em Guerrero, no México. O parque foi criado em 1964 e cobre aproximadamente 5.28 km2 (2.04 sq mi). A área leva o nome de Juan Álvarez, um general mexicano e ex-presidente do México.